# Рангадеви
Рангаде́ви (IAST: Raṅgadevī) — седьмая из восьми главных гопи, известных как ашта-сакхи, в традиции поклонения Радхе и Кришне в гаудия-вайшнавизме.
Описывается, что Рангадеви на семь дней моложе Радхи, её кожа имеет оттенок цветка лотоса и она носит одежды цвета красной розы. Рангадеви — это сестра-близняшка Судеви и по своим качествам она очень похожа на другую из восьми гопи — Чампакалату. Рангадеви своенравна и горяча по природе. Она любит шутить с Радхой в присутствии Кришны. В своём служении Радхе и Кришне она особенно искусна в использовании косметики, духов и благовоний. Из-за того, что она совершила большие аскезы в прошлом, ей была дарована мантра, с помощью которой она может привлечь Кришну. Мать Рангадеви зовут Карунадеви, а отца — Рангасара.